# Howard Elson Bigelow
Howard Elson Bigelow (ur. 28 czerwca 1923 w Greenfield, zm. 21 listopada 1987) – amerykański mykolog.
Howard Elson Bigelow urodził się w Greenfield w stanie Massachusetts w USA. W latach 1941–1943 studiował w Oberlin College, ale zmuszony był przerwać naukę aby walczyć w armii amerykańskiej. Po wojnie kontynuował naukę w Oberlin College, a następnie studiował botanikę na Uniwersytecie Michigan. W 1949 uzyskał licencjat, tytuł magistra w 1951, doktorat w 1956. W 1956 ożenił się z Margaret Elizabeth Barr-Bigelow, która również była mykologiem. Od 1957 aż do śmierci pracował jako naukowiec na University of Massachusetts.
Jest autorem prac na temat grzybów z rodzaju Clitocybe i rodziny Tricholomataceae.
Przy naukowych nazwach opisanych przez niego taksonów dodawany jest skrót jego nazwiska H.E. Bigelow.